# Celada (armadura)

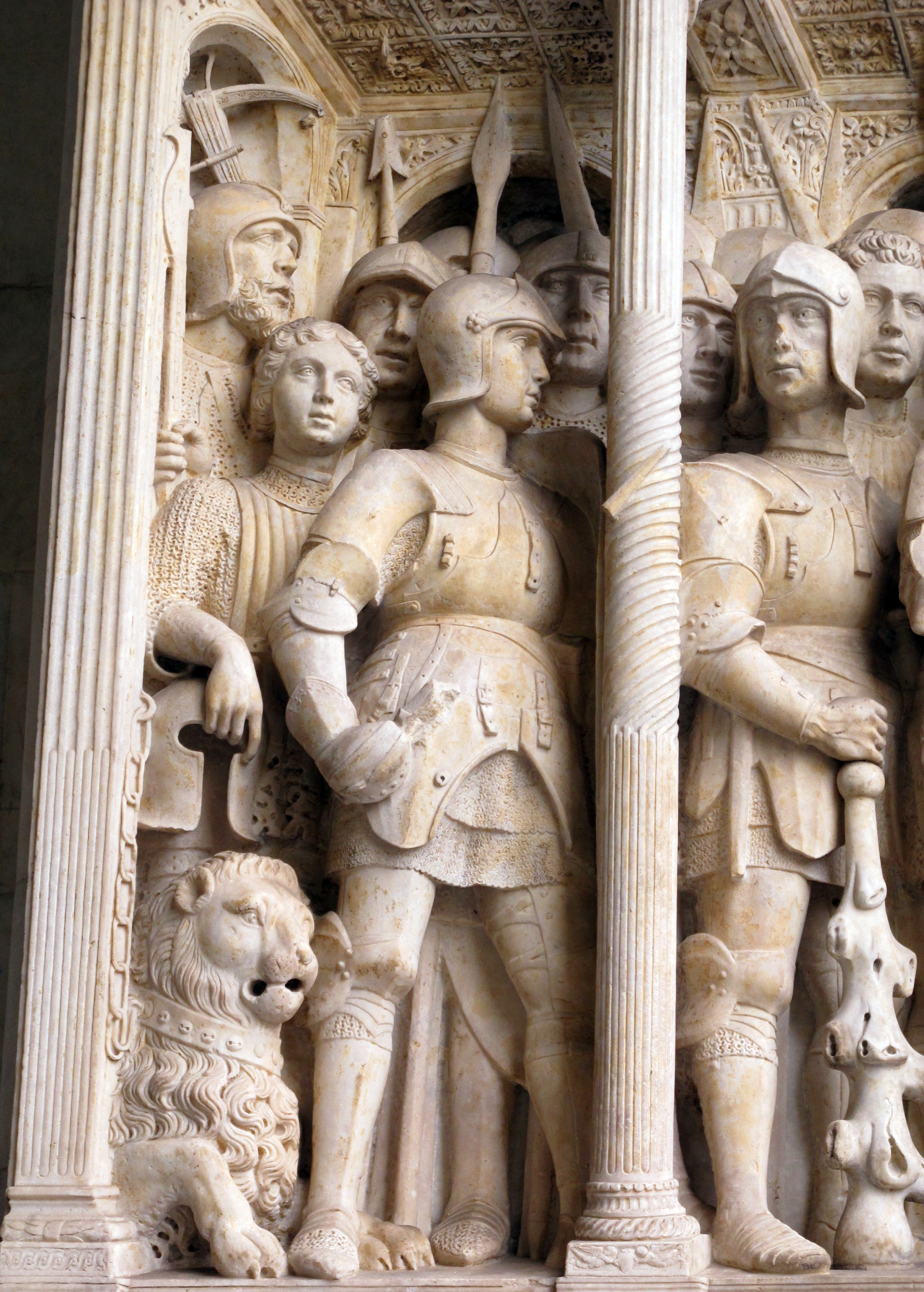
Celada descubierta en los soldados de Alfonso V representados en el arco de Castel Nuovo en Nápoles

La celada es un casco militar usado desde los primeros años del siglo XV, que viene a ser una modificación o perfeccionamiento del bacinete y distinto del almete.
En vez de la cubrenuca de mallas que antes se prendía del capacete, se pusieron ahora láminas de acero articuladas y de los lados se prendió una visera movible que dejaba hueco para la vista, entre su parte superior y el frontal, aunque existía el peligro de que por esa abertura penetrara la hoja de la lanza.
Algunos tenían visera abatible, otros eran una pieza completa y única, con una ranura para la visión. También existen con una “cola” más pronunciada o más corta. En algunos esta cola está hecha de láminas superpuestas a modo de articulación. Asimismo se podía usar en conjunto con un gorjal desmontable para proteger el cuello y la barbilla por separado.

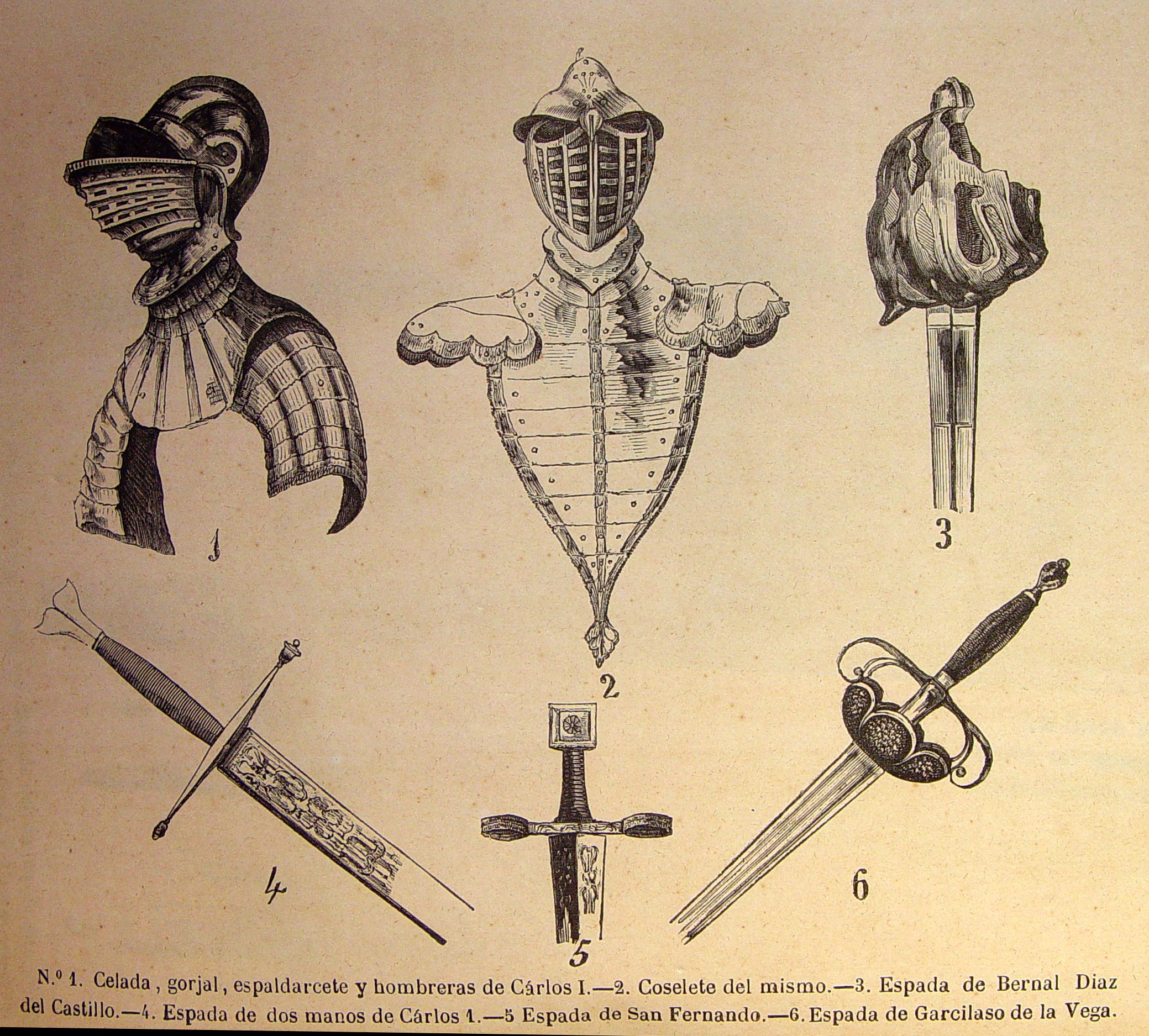
Celada de Carlos I

Había la llamada descubierta, es decir, el casco de una pieza que deja libre el rostro y se prolonga por detrás, formando cumplida cubrenuca. De este género era el casco que usaban los soldados de Alfonso V de Aragón y con el cual aparecen representados en los bajorrelieves del arco erigido en honor de dicho rey en Nápoles.
Poco a poco, la celada, lo mismo que el almete, fue constando de más número de piezas, convenientemente articuladas, para que respondiera a las exigencias propias de una época de adelanto, como fue el siglo XV. Así pues, además de la visera movible que permitía descubrir el rostro, la prolongada cubrenuca se formó con dos o tres láminas articuladas, lo cual facilitaba al caballero el levantar el rostro sin echar hacia atrás la celada.
Igualmente se conservan celadas con cimera, ranuras laterales y agujeros para fijar el plumaje. Aunque la celada fue el casco propio de los infantes del XV, también los caballeros las llevaron a la guerra, algunas ornamentadas y enriquecidas.
En el siglo XVI sufrió una modificación radical, pues el cuerpo principal del casco se hizo más alto, la cimera tomó importancia, la visera se hizo fija quedando levantada, disminuyó la cubrenuca y reaparecieron las yugulares. Esta nueva forma recibió el nombre de borgoñota.
Según Ducange, en el siglo XV llevaba el nombre de celata, en francés salade, y era semiesférica, con crestón y sobrenuca. Asegura que la vez primera que aparece el nombre de salade es en una cuenta de Felipe el Bueno de 1425.
Más tarde se generalizó esta voz y, para evitar confusiones, algunos la llamaban salada.

## Tipos de celadas
- De encaje o encajada. La que no tiene gola y encaja sobre los hombros. La de encaje es la que tiene una pieza ancha que defiende la barba y el cuello y encaja sobre la coraza. Entendiéndolo así, se explica, fácilmente, la reforma que en su defensa de cabeza hizo Don Quijote cuando convirtió un morrión simple en celada de encaje, añadiéndole piezas de cartón a modo de media celada, que encajada con el morrión, hacía una apariencia de celada entera.
- De engole o engolada. La que no lleva falda y entra en el reborde de la gola.
- De Infante. Con visera movible y propia del arnés para combatir a pie. Tenía crestón, yugulares y alguna vez barbote.
- De pabellón. Así nombradas en el Inventario de las armas del Condestable de Castilla, 1705.
- Celada-morrión. Forradas de terciopelo negro y propias del armamento llamado de herreruelos.
- Veneciana o estradiota. La que trajeron a España los hombres de armas que vinieron con Felipe el Hermoso.